# Energiministeriet
Energiministeriet var et ministerium under den danske regering, i perioden 1979-1994. Det blev udskilt i 1979 fra det daværende miljøministeriet. I 1994 blev miljøministeriet og energiministeriet igen knyttet sammen, og hed i Svend Aukens periode for Miljø- og Energiministeriet.